# Taekwondo als Jocs Olímpics d'estiu de 2020
La competició de taekwondo als Jocs Olímpics d'Estiu de 2020 es va disputar del 24 al 27 de juliol de 2021 al Makuhari Messe, a Chiba (Japó). Inicialment previstes pel 2020, la competició es va haver d'endarrerir al 2021 per culpa de la pandèmia de COVID-19. Es van disputar vuit proves, quatre en la categoria masculina i quatre en la femenina.

## Qualificació
La competició de Taekwondo en aquests Jocs va comptar amb un total de 128 atletes, 64 de cada gènere i 16 en cadascuna de les vuit categories de pes. A cada Comitè Olímpic Nacional (NOC) se li va permetre inscriure un competidor per prova, donant com a resultat un màxim de vuit competidors, quatre de cada gènere.

## Calendari
| Prova↓/Data →   | 24 Jul | 25 Jul | 26 Jul | 27 Jul |
| --------------- | ------ | ------ | ------ | ------ |
| 58 kg masculí   | F      |        |        |        |
| 68 kg masculí   |        | F      |        |        |
| 80 kg masculí   |        |        | F      |        |
| + 80 kg masculí |        |        |        | F      |
| 49 kg femení    | F      |        |        |        |
| 57 kg femení    |        | F      |        |        |
| 67 kg femení    |        |        | F      |        |
| + 67 kg femení  |        |        |        | F      |

### Categoria masculina
| Prova                   | Or                     | Plata                         | Bronze                  |
| Mosca (58 kg) detalls   | Vito Dell'Aquila (ITA) | Mohamed Khalil Jendoubi (TUN) | Jang Jun (KOR)          |
| Mosca (58 kg) detalls   | Vito Dell'Aquila (ITA) | Mohamed Khalil Jendoubi (TUN) | Mikhail Artamonov (ROC) |
| Ploma (68 kg) detalls   | Ulugbek Rashitov (UZB) | Bradly Sinden (GBR)           | Hakan Reçber (TUR)      |
| Ploma (68 kg) detalls   | Ulugbek Rashitov (UZB) | Bradly Sinden (GBR)           | Zhao Shuai (CHN)        |
| Wélter (80 kg) detalls  | Maksim Khramtsov (ROC) | Saleh Al-Sharabaty (JOR)      | Toni Kanaet (CRO)       |
| Wélter (80 kg) detalls  | Maksim Khramtsov (ROC) | Saleh Al-Sharabaty (JOR)      | Seif Eissa (EGY)        |
| Pesant (+80 kg) detalls | Vladislav Larin (ROC)  | Dejan Georgievski (MKD)       | In Kyo-don (KOR)        |
| Pesant (+80 kg) detalls | Vladislav Larin (ROC)  | Dejan Georgievski (MKD)       | Rafael Alba (CUB)       |

### Categoria femenina
| Event                   | Or                           | Plata                 | Bronze                   |
| Mosca (49 kg) detalls   | Panipak Wongpattanakit (THA) | Adriana Cerezo (ESP)  | Tijana Bogdanović (SRB)  |
| Mosca (49 kg) detalls   | Panipak Wongpattanakit (THA) | Adriana Cerezo (ESP)  | Avishag Semberg (ISR)    |
| Ploma (57 kg) detalls   | Anastasija Zolotic (USA)     | Tatiana Minina (ROC)  | Lo Chia-ling (TPE)       |
| Ploma (57 kg) detalls   | Anastasija Zolotic (USA)     | Tatiana Minina (ROC)  | Hatice Kübra İlgün (TUR) |
| Wélter (67 kg) detalls  | Matea Jelić (CRO)            | Lauren Williams (GBR) | Ruth Gbagbi (CIV)        |
| Wélter (67 kg) detalls  | Matea Jelić (CRO)            | Lauren Williams (GBR) | Hedaya Wahba (EGY)       |
| Pesant (+67 kg) detalls | Milica Mandić (SRB)          | Lee Da-bin (KOR)      | Althéa Laurin (FRA)      |
| Pesant (+67 kg) detalls | Milica Mandić (SRB)          | Lee Da-bin (KOR)      | Bianca Walkden (GBR)     |

## Medaller
| Posició | País               | Or | Plata | Bronze | Total |
| 1       | ROC                | 2  | 1     | 1      | 4     |
| 2       | Croàcia            | 1  | 0     | 1      | 2     |
| 2       | Sèrbia             | 1  | 0     | 1      | 2     |
| 4       | Estats Units       | 1  | 0     | 0      | 1     |
| 4       | Itàlia             | 1  | 0     | 0      | 1     |
| 4       | Uzbekistan         | 1  | 0     | 0      | 1     |
| 4       | Tailàndia          | 1  | 0     | 0      | 1     |
| 7       | Regne Unit         | 0  | 2     | 1      | 3     |
| 8       | Corea del Sud      | 0  | 1     | 2      | 3     |
| 9       | Espanya            | 0  | 1     | 0      | 1     |
| 9       | Jordània           | 0  | 1     | 0      | 1     |
| 9       | Macedònia del Nord | 0  | 1     | 0      | 1     |
| 9       | Tunísia            | 0  | 1     | 0      | 1     |
| 13      | Egipte             | 0  | 0     | 2      | 2     |
| 13      | Turquia            | 0  | 0     | 2      | 2     |
| 15      | R.P. de la Xina    | 0  | 0     | 1      | 1     |
| 15      | Costa d'Ivori      | 0  | 0     | 1      | 1     |
| 15      | Cuba               | 0  | 0     | 1      | 1     |
| 15      | França             | 0  | 0     | 1      | 1     |
| 15      | Israel             | 0  | 0     | 1      | 1     |
| 15      | Xina Taipei        | 0  | 0     | 1      | 1     |